# L'Obac (Mur)
L'Obac és una obaga del terme municipal de Castell de Mur, dins de l'antic terme de Mur, al Pallars Jussà. Es troba en territori de Mur.
Està situat a la dreta del barranc de Sant Gregori, al sud-oest de l'Obac del Barranc de l'Espona, al vessant nord-est de la Serreta. És al nord-est de Mur i al sud-oest de Puigcercós.